# Bobnice
Bobnice (en allemand : Bobnitz) est une commune du district de Nymburk, dans la région de Bohême-Centrale, en République tchèque. Sa population s'élevait à 872 habitants en 2020.

## Géographie
Bobnice se trouve à 4 km au nord du centre de Nymburk et à 47 km à l'est-nord-est de Prague.
La commune est limitée par Krchleby et Jíkev au nord, par Chleby à l'est, par Budiměřice au sud-est, par Nymburk au sud et au sud-ouest, et par Všechlapy à l'ouest.

## Histoire
La première mention écrite de la localité date de 1353.